# Valcar-Travel & Service
El Valcar-Travel & Service (código UCI: VAL) es un equipo ciclista femenino de Italia de categoría UCI Women's Continental Team, segunda categoría femenina del ciclismo en ruta a nivel mundial.

## Material ciclista
El equipo utiliza bicicletas Pinarello y componentes 

## Clasificaciones UCI
Las clasificaciones del equipo y de su ciclista más destacado son las siguientes:
| Temporada | Clasificación por equipos | Mejor corredor           | Posición                 |
| 2017      | 28º                       | Ninguna corredora puntuó | Ninguna corredora puntuó |
| 2018      |                           | Bandera de ?             |                          |

## Palmarés
Para años anteriores véase: Palmarés del Valcar-Travel & Service.

### Palmarés 2022

#### UCI WorldTour Femenino
| Fechas           | Carreras                                         | Ganadora        |
| 10 de julio      | 10.ª etapa del Giro de Italia Femenino           | Chiara Consonni |
| 10 de septiembre | 4.ª etapa de la Ceratizit Challenge by La Vuelta | Silvia Persico  |

#### UCI ProSeries
| Fechas      | Carreras            | Ganadora        |
| 30 de marzo | A Través de Flandes | Chiara Consonni |

#### Calendario UCI Femenino
| Fechas           | Carreras                                                 | Ganadora            |
| 25 de abril      | Gran Premio della Liberazione                            | Silvia Persico      |
| 8 de mayo        | Gran Premio Ciudad de Éibar                              | Olivia Baril        |
| 5 de junio       | Memorial Monica Bandini                                  | Silvia Persico      |
| 5 de junio       | Dwars door de Westhoek                                   | Chiara Consonni     |
| 11 de junio      | Dwars door het Hageland                                  | Ilaria Sanguineti   |
| 12 de junio      | Diamond Tour                                             | Chiara Consonni     |
| 21 de agosto     | MerXem Classic                                           | Eleonora Gasparrini |
| 27 de agosto     | 3.ª etapa del Giro de la Toscana-Memorial Michela Fanini | Karolina Kumiega    |
| 18 de septiembre | Gran Premio de Isbergues                                 | Chiara Consonni     |

#### Campeonatos nacionales
| Fechas        | Carreras                         | Ganadora            |
| 26 de junio   | Campeonato de Letonia en Ruta    | Anastasia Carbonari |
| 23 de octubre | Campeonato de Afganistán en Ruta | Fariba Hashimi      |

## Plantillas
Para años anteriores, véase Plantillas del Valcar-Travel & Service

### Plantilla 2022
| Integrantes del equipo 2022         | Integrantes del equipo 2022 | Integrantes del equipo 2022               | Integrantes del equipo 2022 |
| Corredor                            | Fecha de nacimiento         | Equipo previo                             |                             |
| ----------------------------------- | --------------------------- | ----------------------------------------- | --------------------------- |
| Alice Maria Arzuffi                 | 19 de noviembre de 1994     | Bizkaia-Durango (2020)                    |                             |
| Olivia Baril                        | 10 de octubre de 1997       | Massi Tactic (2021)                       |                             |
| Anastasia Carbonari                 | 11 de septiembre de 1999    | Born To Win-G20-Ambedo (2021)             |                             |
| Carlotta Cipressi                   | 11 de junio de 2003         |                                           |                             |
| Chiara Consonni                     | 24 de junio de 1999         |                                           |                             |
| Eleonora Gasparrini                 | 25 de marzo de 2002         |                                           |                             |
| Karolina Kumięga                    | 16 de abril de 1999         | TKK Pacific Toruń - Nestlé Fitness (2021) |                             |
| Silvia Persico                      | 25 de julio de 1997         |                                           |                             |
| Federica Piergiovanni               | 30 de julio de 2001         |                                           |                             |
| Elena Pirrone                       | 21 de febrero de 1999       | Astana Women's Team (2019)                |                             |
| Emma Redaelli                       | 15 de febrero de 2003       |                                           |                             |
| Ilaria Sanguineti                   | 15 de abril de 1994         | BePink Cogeas (2017)                      |                             |
| Elizabeth Stannard                  | 27 de mayo de 1997          | Specialized women's racing (2021)         |                             |
| Miriam Vece                         | 16 de marzo de 1997         |                                           |                             |
| Margaux Vigié                       | 21 de julio de 1995         | Cronos-Casa Dorada (2020)                 |                             |
| Fariba Hashimi (1 de ago–31 de dic) | 22 de abril de 2003         |                                           |                             |
| Yulduz Hashimi (1 de ago–31 de dic) | 8 de julio de 2000          |                                           |                             |
|                                     |                             |                                           |                             |
| Fuente: UCI                         |                             |                                           |                             |